# Décès en septembre 1943
Décès
- 1939
- 1940
- 1941
- 1942
- 1943
- 1944
- 1945
- 1946
- 1947

Pour une information complémentaire, voir la page d'aide.

| Date         | Nom            | Pays                   | Activités                                      | Âge | Source |
| ------------ | -------------- | ---------------------- | ---------------------------------------------- | --- | ------ |
| 14 septembre | Lloyd Loar     | Drapeau des États-Unis | Luthier américain.                             | 57  |        |
| 26 septembre | Antonino Anile | Drapeau de l'Italie    | Anatomiste, lettré et homme politique italien. | 73  |        |